# Magyary Zoltán Népfőiskolai Társaság
A Magyary Zoltán Népfőiskolai Társaság 1995. június 1-jén alakult meg azzal a céllal, hogy őrizze és ápolja Magyary Zoltán szellemi hagyatékát, és újra indítsa a népfőiskolai képzést.

## Története, kialakulása
A Magyary Zoltán Népfőiskolai Társaság előzményének tekinthető a Tatai Népfőiskola működése (1940-1944).
A társaságot alapító tagok száma: 22 fő volt. Az első tiszteletbeli elnöke Magyary volt munkatársa, Kiss István volt, ez az elismerés 2006-tól dr. Márkus Mihályt illeti meg, aki 10 évig látta el az elnöki feladatokat, ezt követően 5 évig Gyüszi László töltötte be a tisztséget.
Az elnökség összetétele jelenleg, elnök: Dr. Mikolasek Sándor (2011), elnökségi tagok: Farkas Endre, Glászné Harmados Magdolna, Szabó Ferencné, Sziklai Tiborné, Takács Károlyné (alelnök) és Varga Zsuzsanna (titkár). A Társaság létszáma jelenleg meghaladja a 150 főt.
Tiszteletbeli tagok: Rabi István (Naszály), a régi népfőiskola hallgatója; dr. Kálmán Attila (Tata), a régi népfőiskola emlékeinek feltárásában, megőrzésében végzett munkájáért; dr. Mikolasek Sándor (Komárom), az új népfőiskola szakmai támogatásáért, dr. Greiner Tibor (Tata), a népfőiskola alapító tagja, a Magyary szobor létrehozásáért. 2010-től: dr. Bárdi Lajos, dr. Szegvári Péter és Prof. dr. Verebélyi Imre.

## Működése
Az alapszabályban megfogalmazott elképzelések megvalósítását 1996-ban kezdte meg a társaság. Első programja az önkormányzati képviselők képzését szolgálta, amely a "Demokratikus Helyi Közigazgatás Fejlesztéséért" nemzetközi alapítvány támogatásával valósult meg.
A továbbiakban évente egy-két képzési programot indított az információtól a környezetvédelemig, ebben az időszakban (1997-ben) sikerült megszervezni az első bentlakásos képzést a cigány kisebbségi önkormányzatoknak. 1998-ban kiemelkedő feladat volt az Országos Szociális Foglalkoztatási Konferencia megvalósítása.
2000-ben indult el a magyar történelem kronologikus feldolgozása, amely a 2011/2012-es tanévben az egyetemes történelemmel fejeződik be. 2001-től pedig alapfokú számítógép-kezelői képzést is szervez.
A következő években (2002-2006) a népfőiskola munkája tovább bővült, tevékenységi köre kiszélesedett (évente 8-10 tanfolyamra). 2002-ben történt az Országos Közoktatási Értékelési és Vizsgaközpont nyilvántartásba vétele a népfőiskolának, és 2003-ban került sor a felnőttképzési akkreditáció elnyerésére. Ez utóbbit 2008-ban megújították. A népfőiskola 2003-tól szervez egészségügyi ismeretterjesztő sorozatokat, lehetőség szerint a környező településeken is, az utóbbi években főleg Kocson, de más városkörnyéki községekben is.
A tanfolyamok résztvevőinek többsége a tatai és a környékbeli települések önkormányzatainak képviselői közül került ki, de növekvő tendencia jellemzi a civil szervezetek, illetve a polgárok érdeklődését is – eddigiek során több mint 40 településről voltak hallgatói a népfőiskolának, de a régió területén is szerveztek programokat. A képzési sorozatoknak szerves részét képezik a "Látó utak", amelyek kiegészítik az elméleti ismereteket, bővítik a tapasztalatszerzés lehetőségét.
A tanfolyamok állandó helyszíne kezdettől fogva a Jávorka Sándor Mezőgazdasági Szakközépiskola, de a Magyary Zoltán Művelődési Központban is található egy állandó csoport, illetve új helyszínként a Református Gimnázium jelent meg. A Helyőrségi Klubban is tartottak tanfolyamokat 2011-es bezárásáig. Az eddig beiratkozott hallgatók létszáma meghaladja a 3000 főt.
Magyary Zoltán szellemi örökségének helyi ápolását szolgálja a szülőházán elhelyezett emléktábla, ahol minden évben megemlékeznek róla – a megemlékezéshez már évek óta konferencia kapcsolódik, amely 2004-ben regionálissá bővült, de ezt a célt szolgálta a 2003-ban Héregen kialakított emlékhely is, ahol tragikus körülmények között haltak meg feleségével együtt a háború utolsó napjaiban.
2005-ben sikeresen szervezték meg a kistérségi igazgatási fórumokat az egész megyében. Emellett a Humánerőforrás-fejlesztési Operatív Program pályázat révén OKJ-s szakmai tanfolyamokat is indítottak két szakmában, valamint 2006-tól nyelvtanfolyamokkal bővítették a választékot.
2005-ben és 2010-ben is fogadták az ország népfőiskoláit, Tatán került megrendezésre a magyarországi népfőiskolák országos szakmai fóruma, 2008-ban ismételten megszervezték a regionális munkaügyi központtal együttműködve a szociális foglalkoztatási konferenciát. Új feladatként 2008-tól a munkaügyi szervezet pályázatát elnyerve munkaügyi szolgáltatásokat végeznek, ahol az első évben közel 10 000 ezer munkanélküli számára adtak információt, illetve pályaválasztási tanácsokat az ott dolgozó munkatársaik, szakértőik. E feladat ellátása tette lehetővé, hogy a Komárom-Esztergom Megyei Bíróság 2009-től elfogadta a társaság kiemelten közhasznú besorolását.
A Biblia éve alkalmából nagy érdeklődést keltő sorozatot indítottak, erre épült a ma már harmadik éve működő vallástörténeti sorozat, hasonlóan sikeres volt a Kálvin János születésének 500. évfordulójához kapcsolódó program és a Kertek-parkok Európában, valamint a Magyar várak-magyar tájak programjuk is.
A népfőiskola eredményes működésének egyik fontos feltétele az együttműködés más szervezetekkel. Ebben kiemelkedő szerepet tölt be a Jávorka Sándor Szakközépiskola, Tata Város Önkormányzata, a Móricz Zsigmond Városi Könyvtár, és az utóbbi években a Corvinus Egyetem Közigazgatástudományi Kara és Magyary Szakkollégiuma, de fontosnak tartják a nagyváradi civil szervezetekkel kialakult jó kapcsolatot is.

## Külső hivatkozás
- Magyary Zoltán Népfőiskolai Társaság honlapja
- Magyary Zoltán Népfőiskolai Társaság Tata város honlapján
- Adatok Magyary Zoltán Népfőiskolai Társaságról[halott link]